# مارک کولبوویچ
مارک کولبوویچ (انگلیسی: Marek Kolbowicz؛ زادهٔ ۱۱ ژوئن ۱۹۷۱) قایقران روئینگ اهل لهستان بود.
وی در مسابقات کشوری و بین‌المللی در مجموع برندهٔ ۶ مدال طلا، ۱ مدال نقره، ۲ مدال برنز شده‌است.